# Przestępstwo o charakterze terrorystycznym
Przestępstwo o charakterze terrorystycznym – według Kodeksu karnego z 1997 roku czyn zabroniony zagrożony karą pozbawienia wolności, której górna granica wynosi co najmniej 5 lat. Jest popełniony w celu:
- poważnego zastraszenia wielu osób,
- zmuszenia organu władzy publicznej Rzeczypospolitej Polskiej lub innego państwa albo organu organizacji międzynarodowej do podjęcia lub zaniechania określonych czynności,
- wywołanie poważnych zakłóceń w ustroju lub gospodarce Rzeczypospolitej Polskiej, innego państwa lub organizacji międzynarodowej, a także groźba popełnienia takiego czynu.

Taką definicję do kodeksu karnego wprowadziła ustawa z 16 kwietnia 2004 roku, która weszła w życie 1 maja tego samego roku. Wprowadzenie definicji legalnej przestępstwa o charakterze terrorystycznym było związane z dostosowywaniem polskiego prawa do standardów unijnych.
Pojęcie przestępstwa o charakterze terrorystycznym definiuje się przy stosowaniu łącznym dwóch kryteriów: szczególnego celu działania sprawcy i odwołującego się do charakteru przestępstwa.
Jak wskazuje się w doktrynie prawniczej, chodzi tu o następujące przestępstwa: art. 118 (Eksterminacja), art. 118a (Zamach przeciwko ludności), art.119 (Przemoc i groźba bezprawna), art. 120 (Środki masowej zagłady), art. 127 i 128 (Zamach stanu), art. 134 (Zamach na życie Prezydenta), art. 140 (Zamach terrorystyczny), art. 148 (Zabójstwo), art. 163 (Spowodowanie niebezpiecznych zdarzeń), art. 164 (Bezpośrednie niebezpieczeństwo), art. 165 (Inne niebezpieczeństwa), art. 165a (Sfinansowanie przestępstwa o charakterze terrorystycznym), art. 166 (Piractwo), art. 167 (Niebezpieczne urządzenia lub substancje), art. 170 (Rozbójnictwo morskie), art. 173 (Katastrofa), art. 174 (Niebezpieczeństwo katastrofy), art. 252 (Wzięcie zakładnika), art. 255a (Rozpowszechnianie treści mogących ułatwić popełnienie przestępstwa), art. 258 § 2 i § 4 (Zorganizowana grupa i związek przestępczy), Art. 259a (Przekroczenie granicy RP w celu popełnienia przestępstwa o charakterze terrorystycznym).